# Битка за Нарву (1944)
Битка код Нарве (Естонија) је била једна од битака током Другог светског рата на Источном фронту и трајала је од 2. фебруара до 10. августа 1944. године.
Битку су водиле немачка армија Нарва и совјетски Лењиградски фронт за контролу над стратешки важном Нарвском превлаком.
Битка се одиграла на северном делу Источног фронта и састојала се од две главне фазе: битке за мост код Нарве (фебруар-јул) и код линије Таненберг (јул-август). Током наставка Лењиградско - Новгородске офанзиве јануара 1944. године совјетска војска је потиснула фронт на запад, све до реке Нарве са циљем да се пробије дубље на естонску територију.
Совјетске јединице су у фебруару успоставиле одређени број мостобрана на западној обали реке, док су Немци одржавали мостобран на источној обали. Совјетска офанзива је успела да пробије мостобран и заузме град чиме је окончана прва фаза битке за мост. 
Немци се повлаче на брдо 16 километара од града на унапред формираној Таненберг линији. Совјети су покушали тенковима да заузму брдо, али је тај покушај био безуспешан. У наредним данима Немци и Совјети су упоредо заузимали и ослобађали делове брда где су и једни и други претрпели велике губитке. Врхунац битке је био совјетски напад 29. јула када су ударне јединице угушиле немачки отпор и опколиле непријатеља на брду, али је каснији напад совјетских главних снага претрпео тешке губитке. Совјетска друга армија је добија појачање од скоро 20.000 војника, али нису успели да разбију одбрану. После великих губитака командант лењиградског фронта Леонид Говоров је 10. августа наредио прекид офанзиве.
У склопу немачких снага армије Север се борио и један број страних добровољаца, као и локални естонски регрути. Национални комитет Републике Естоније је подржао немачки позив за регрутацију у нади да ће поново створити националну војску и обновити независност земље.
Овим поразом свјетске војске осујећен је Стаљинов план за формирање базе у Естонији за ваздушне и морске нападе На Финску и инвазију на Источну Пруску. 